# Magnolia (Delaware)
Magnolia è un comune degli Stati Uniti, situata nella Contea di Kent, nello Stato del Delaware. Secondo il censimento del 2000 la popolazione era di 226 abitanti. Appartiene all'area micropolitana di Dover.

## Geografia fisica
Secondo i rilevamenti dello United States Census Bureau, il comune di Magnolia si estende su una superficie totale di 0,5 km², tutti quanti occupati da terre.

## Popolazione
Secondo l'ultimo censimento del 2000, a Magnolia abitavano 226 persone, suddivise in 57 famiglie. La densità di popolazione era di 436 ab./km². All'interno del territorio comunale erano presenti 96 edifici abitativi. Per quanto riguarda la composizione etnica, l'85,40% degli abitanti era bianco, il 10,18% era afroamericano, lo 0,44% era nativo e lo 0,44% è asiatico. Il restante 3,54% della popolazione apparteneva ad altre razze o a più di una. La popolazione di ogni razza proveniente dall'America Latina corrispondeva al 3,10% degli abitanti.
Per quanto riguarda la suddivisione della popolazione in fasce d'età, il 31,0% era al di sotto dei 18, il 7,1% fra i 18 e i 24, il 32,3% fra i 25 e i 44, il 18,6% fra i 45 e i 64, mentre infine l'11,1% era al di sopra dei 65 anni di età. L'età media della popolazione era di 31 anni. Per ogni 100 donne residenti vivevano 115,2 maschi.